# Стучись в любую дверь (фильм, 1949)
Стучись в любую дверь (англ. Knock on Any Door) — американский драматический фильм-нуар 1949 года. По одноимённой повести Уилларда Мотли. Первое появление фразы «Живи быстро, умри молодым».

## Сюжет
Несмотря на предостережения коллег, адвокат Эндрю Мортон берётся защищать малолетнего преступника Ника Романо, обвиняемого в убийстве полицейского. Ник — мальчик из трущоб, из неблагополучной семьи, у Эндрю примерно такое же прошлое. Также адвокат ощущает свою вину за дело прошлых лет: тогда он защищал отца Ника, но не смог оправдать его, хотя тот и был невиновен.
Линию защиты Мортон строит на том, что в преступлениях мальчика виновато окружение, общество. С помощью флэшбеков показывается, что Ник скорее жертва обстоятельств, чем преступник. Мортону не удаётся выиграть дело, окружной прокурор настроен нетерпимо, но ему удаётся найти отклик в сердцах присяжных. К удивлению Мортона, Ник признаётся, что полицейского действительно убил он, подростка приговаривают к казни на электрическом стуле.

## В ролях
- Хамфри Богарт — Эндрю Мортон, адвокат
- Джон Дерек — Ник Романо, малолетний преступник
- Джордж Макреди — Керман, прокурор
- Эллен Робертс — Эмма
- Мики Нокс — Вито
- Барри Келли — судья Дрейк
- Кара Уильямс — Нелли Уоткинс

В титрах не указаны
- Пепе Херн — Хуан Родригес
- Сид Мелтон — «Косоглазый» Зински
- Сид Томак — Дьюк, скупщик краденого
- Дули Уилсон — пианист
- Майрон Хили — помощник окружного прокурора
- Винс Барнетт — Карл Свонсон

## Критика
- The New York Times, Босли Кроутер: «…претенциозная социальная мелодрама… Мусор! Единственный недостаток общества, показанный в фильме, — терпимость общества к промывке мозгов. Обоснования проступков мальчика глупы и поверхностны, природа и происхождение их зверски героизированы»[1][2].
- Variety: «…красноречивая документалистика о несовершеннолетней преступности… Режиссура Николаса Рэя подчёркивает реализм оригинальной повести Уилларда Мотли, задаёт фильму тяжёлый тугой темп, который заставляет внимательно смотреть фильм»[3][4].

## Факты

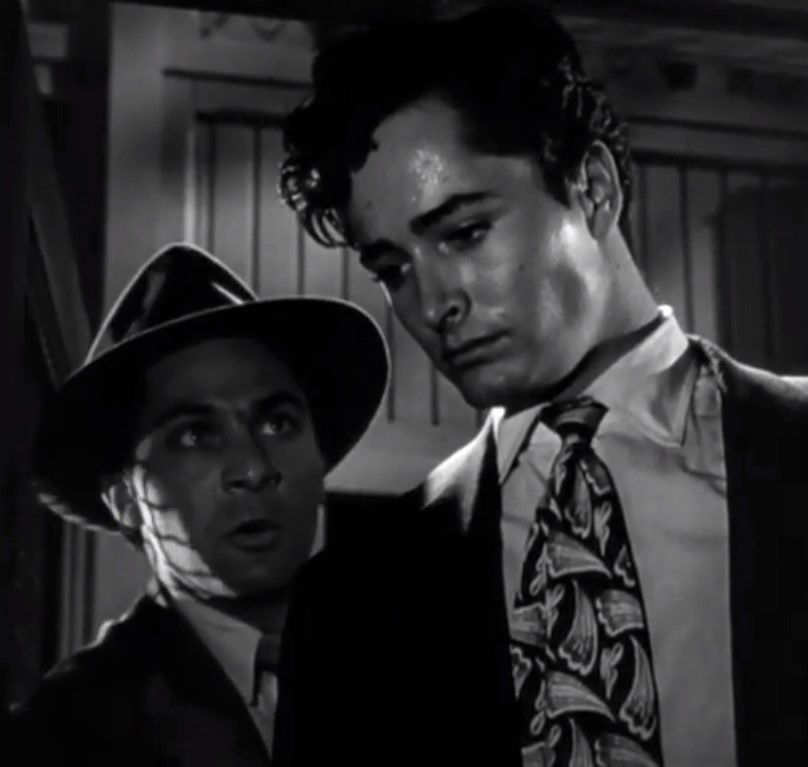
Кадр из фильма

- В этом фильме впервые прозвучала фраза «Живи быстро, умри молодым» (англ. Live fast, die young, leave a good-looking corpse)[5], ставшая впоследствии неофициальным лозунгом части представителей хиппи, рок-н-ролл и панк-субкультуры[6].
- Это первый фильм независимой кинокомпании Santana Pictures Corporation, принадлежащей Хамфри Богарту[7].
- Права на экранизацию в 1947 году выкупил Марк Хеллинджер, он должен был стать продюсером ленты, но скончался в конце того же года[7].
- В 1960 году вышел сиквел Let No Man Write My Epitaph[8].